# SV Eichede
El SV Eichede, conocido como SVE, es un equipo de fútbol de Alemania que milita en la Schleswig-Holstein-Liga, una de las ligas que conforman el quinto nivel de fútbol en el país.

## Historia
Fue fundado el 15 de mayo de 1947 en el distrito de Steinburg en Schleswig-Holstein y cuenta con más de 500 miembros afiliados.
Fue formado por un grupo de 18 personas, las cuales también formaron secciones en Balonmano, tenis de mesa y su sección más conocida fútbol. Iniciaron en la Kreisliga B, aunque en poco tiempo ascendieron al tercer nivel, aunque con la reforma del fútbol alemán en 1994 bajaron al quinto nivel.
Después de un descenso de 1998, el SVE 2002 regresó a la Liga de la Asociación y justo antes del campeonato ascendieron a la cuarta categoría, la Oberliga Nord en la temporada 2005/06. Los rojiblancos estaban en la temporada y después de 31 de 32 juegos contra los líderes de la liga y tienen competidores directos SV Henstedt-Rhen necesitaban sólo un punto para el campeonato. El juego fue, sin embargo, al medio tiempo perdían 01:02. Con la reforma del fútbol alemán en la temporada 2007/08, la Asociación de la Liga Schleswig-Holstein tuvo que sacar varios clubes de la Oberliga Nord de nuevo, calificando sólo doce equipos de la Schleswig-Holstein-Liga, que constituye a partir de ahora el quinto nivel de la liga; el SV Eichede perdió la clasificación para la nueva liga por seis puntos.
Bajo el entrenador Hans-Friedrich Brunner ganaron el campeonato en el nuevo Versbandliga Sud-Ost, que les daba derecho al ascenso a la Schleswig-Holstein-Liga. En el 2013 el SV Eichede bajo las órdenes de Oliver Zapel (maestro en la Schleswig-Holstein-Liga). En los siguientes play-offs de ascenso a la Regionalliga Nord se ubicó como primero de grupo y se puso en el cuarto más alto de la liga alemana.

## Jugadores

### Plantilla 2018/19
- = Lesionado de larga duración
- = Capitán

## Palmarés

### Primer Equipo
- Schleswig-Holstein-Liga: 2

2013, 2016
- Kreispokalsieger Stormarn: 8

1981, 1984, 1998, 2007, 2008, 2010, 2011, 2013
- Verbandsliga Süd-Ost Schleswig-Holstein: 1

2013 (equipo B)
- Kreispokalsieger: 4

2010, 2011, 2012, 2013
- Meister Kreisliga Stormarn: 2

2008, 2011
- Meister der B-Klasse: 1

2013

### Veteranos (U40)
- Kreismeister: 1

2013
- Hallenkreismeister: 1

2013

### Juveniles
- Regionalliga Nord: 3

2007/08, 2008/09 y 2011/12

### Infantiles
- Regionalliga Nord: 5

2007/08, 2008/09, 2009/10, 2010/11 y 2012/13

### Junior B
- Regionalliga Nord: 2

2007/08 y 2009/10